# Amtsgericht Steinach
Das Amtsgericht Steinach war ein von 1879 bis 1952 bestehendes Amtsgericht der ordentlichen Gerichtsbarkeit mit Sitz in der thüringischen Stadt Steinach. Direkter Vorgänger des Amtsgerichtes war die von 1870 bis 1879 bestehende Kreisgerichtsdeputation Steinach des Kreisgerichtes Sonneberg.

## Geschichte

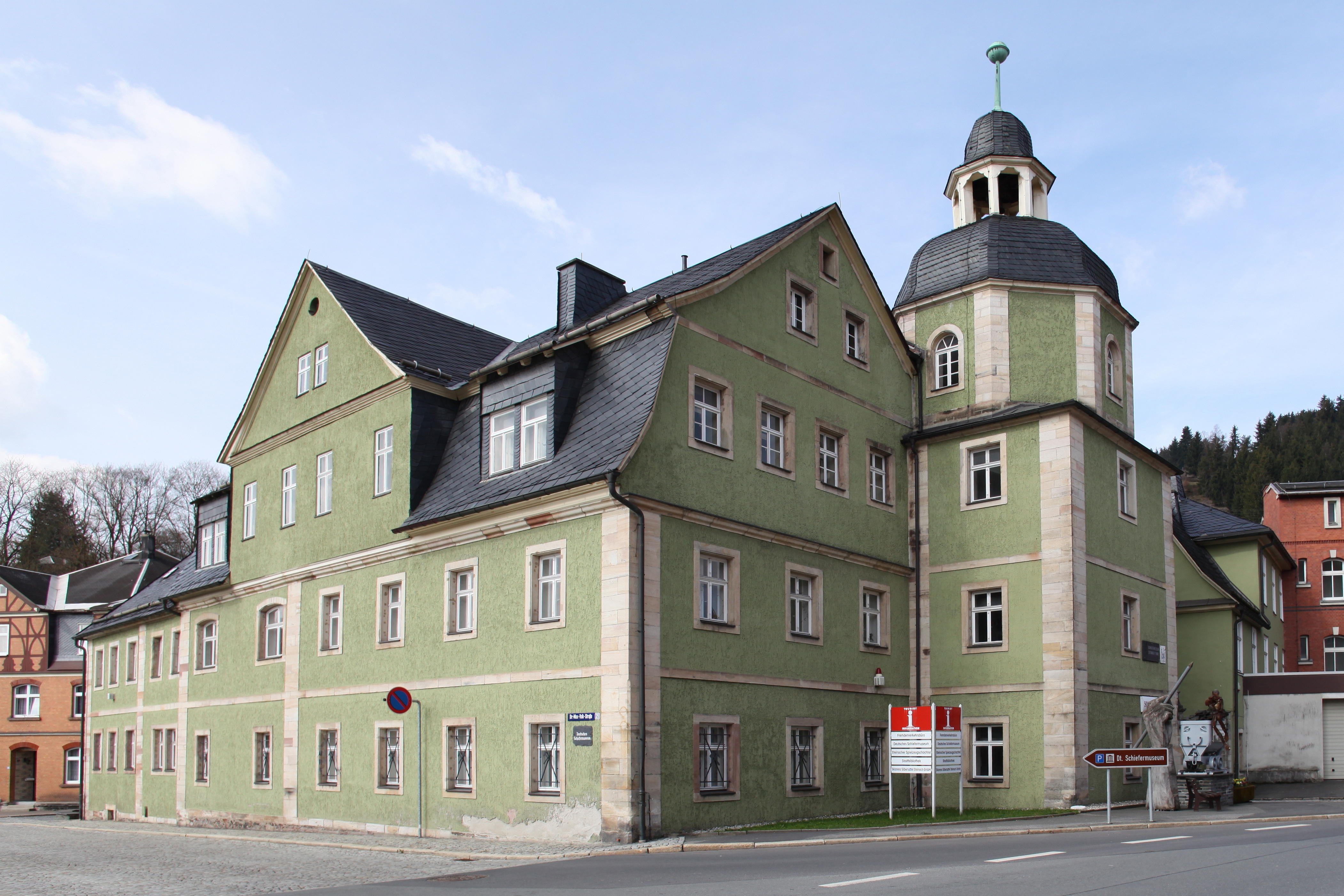
Gerichtsgebäude "Neues Schloss", ugs. die Büttelei (2012)

Am 1. Juli 1870 wurde zur Erleichterung des gerichtlichen Geschäftsverkehrs für die vom Kreisgerichtssitz in Sonneberg entfernter liegenden Ortschaften eine Kreisgerichtsdeputation zu Steinach errichtet. Der Sprengel dieser Gerichtsbehörde umfasste die damaligen Gemeinden Steinach, Haselbach, Igelshieb, Lauscha und Steinheid (mit Limbach). Mit Einführung des Gerichtsverfassungsgesetzes am 1. Oktober 1879 wurde diese Gerichtsdeputation in das Amtsgericht Steinach umgewandelt. Zum 1. Januar 1900 wurde die Gemeinde Ernstthal vom Amtsgericht Gräfenthal abgetrennt und dem Amtsgericht Steinach zugewiesen, am 1. Januar 1902 konnte dazu die neu geschaffene Gemeinde Eschenthal in den Amtsgerichtsbezirk eingegliedert werden. Die nach der Bildung des Landes Thüringen nötig gewordene Justizreform führte am 1. Oktober 1923 zur Erweiterung des Steinacher Sprengels um die bis dahin zum Amtsgericht Oberweißbach zählenden Orte Neuhaus am Rennweg und Schmalenbuche sowie um den zuvor zum Amtsgericht Gräfenthal zählenden Haselbacher Ortsteil Hohenofen.
War seit 1879 das Landgericht Meiningen die nächsthöhere Instanz gewesen, erfolgte am 1. September 1949 der Wechsel in den Landgerichtsbezirk Rudolstadt. Nachdem mit Wirkung vom 1. Oktober 1949 das Amtsgericht Steinach noch einmal um die vom Amtsgericht Gräfenthal stammenden Gemeinden Hasenthal und Spechtsbrunn plus die vom Amtsgericht Schalkau abgetrennte Gemeinde Siegmundsburg vergrößert worden war, erfolgten am 1. Januar 1952 die Auflösung des Steinacher Amtsgerichtes und die Zuteilung seines Bezirkes an das Amtsgericht Sonneberg.